# Jerzy Garniewicz
Jerzy Garniewicz (ur. 1939 w Wilnie, zm. 14 stycznia 2023) – polski muzyk i piosenkarz, popularyzator kultury kresowej w Polsce.

## Życiorys
Urodził się w Wilnie. Po II wojnie światowej został w 1945 roku, repatriowany do Międzyrzecza. W 1956 uzyskał maturę w Poznaniu, a następnie podjął studia w Państwowej Wyższej Szkole Teatralnej i Filmowej. Prowadził „Spotkania z piosenką” w Pałacu Kultury w Poznaniu. Przez dziesięć lat współpracował z Kabaretem Tey występując w jego trzech programach: Przedszkole, Na granicy i Zbiórka, czyli z rolnictwem na tey. 
Pod koniec lat 80. XX wieku wraz z Ryszardem Liminowiczem zaczął organizować imprezy kresowe. Był współprowadzącym restaurację „Kresowa”, a następnie „U Garniewiczów” w Poznaniu.
Od 1995 roku był solistą Kapeli Wileńskiej z którą zdobył główne nagrody na Festiwalu Kultury Kresowej w Mrągowie oraz Ogólnopolskim Festiwalu Kapel Podwórkowych w Piotrkowie Trybunalskim.
W 2017 roku poświęcono mu reportaż pt. Wileńska pyra zrealizowany przez TVP3 Poznań. W 2009 został odznaczony Złotym Krzyżem Zasługi.
W dorobku miał trzy płyty CD: To Wilno, Na Zielonym Moście oraz Dnia Pierwszego Września.